# Martina Eitner-Acheampong
Martina Eitner-Acheampong (* 1. Juni 1960 in Cottbus als Martina Eitner) ist eine deutsche Schauspielerin und Theaterregisseurin.

## Leben
Martina Eitner-Acheampong absolvierte ihr Schauspielstudium von 1981 bis 1985 an der Hochschule für Schauspielkunst in Rostock.
1985 ging sie für zwei Jahre ans Theater Rudolstadt. Es folgten wechselnde Engagements als Assistentin an der Hochschule für Schauspielkunst Rostock und als Schauspielerin im Theater unterm Dach sowie im Orphtheater in Berlin. Als Regisseurin wirkte sie am Puppentheater Wismar.
Nach ihrer Rückkehr nach Rudolstadt arbeitete Eitner-Acheampong vor allem mit der Regisseurin Konstanze Lauterbach zusammen (so spielte sie etwa die Titelrolle in Georg Seidels Stück Carmen Kittel). Nach einem Engagement am Theater Vorpommern in Greifswald wechselte sie 1991 ans Schauspiel Leipzig, wo sie als Protagonistin in der Regie von Konstanze Lauterbach in verschiedenen Inszenierungen auftrat. In Leipzig arbeitete sie auch mit Wolfgang Engel, Armin Petras und Matthias Brenner. Danach setzte sie ihre Regietätigkeit fort und gab Unterricht an der Hochschule für Musik und Theater „Felix Mendelssohn Bartholdy“ Leipzig. Zwischen 2000 und 2005 war sie festes Ensemblemitglied am Schauspielhaus Bochum. Danach folgten Gastengagements im Schauspielhaus Zürich und im Schauspiel Essen.
Seit 1991 arbeitet Martina Eitner-Acheampong auch als Theaterregisseurin. Sie inszenierte u. a. am Schauspiel Leipzig, am Theater Heilbronn, am Staatstheater Stuttgart, am neuen theater in Halle und am Theater Augsburg.
Im Jahr 2003 uraufgeführten Theaterstück Mendy – das Wusical von Helge Schneider spielte sie eine der Hauptrollen.
Ab 2004 wirkte Martina Eitner-Acheampong in der Fernsehserie Stromberg in Staffel eins bis drei als Erika Burstedt mit. Ihre Serienfigur starb in der am 30. April 2007 ausgestrahlten Folge Erika.
2007 inszenierte sie Petticoat und Minirock bei den Gandersheimer Domfestspielen und war ab 2009 in mehreren Tatort-Folgen zu sehen.
Zwischen 2014 und 2019 wirkte sie als Oberschwester Gundula in allen 62 Folgen der Fernsehserie Dr. Klein mit. Am Schauspielhaus Bochum inszenierte sie in der Spielzeit 2020/2021 Drei Mal Leben von Yasmina Reza.

## Filmografie (Auswahl)
- 1983: Nachhilfe für Vati
- 1986: Das Schulgespenst
- 1987: Kindheit
- 1992: Begräbnis einer Gräfin (Fernsehfilm)
- 2004–2007: Stromberg (Fernsehserie, 26 Folgen)
- 2005: Arnies Welt (TV)
- 2005: Nicht ohne meinen Schwiegervater (TV)
- 2006: Carninchen (YouTube) (Veröffentlichung: 2012)
- 2006: Stolberg (Fernsehserie, 1 Folge)
- 2008: Doctor’s Diary (Fernsehserie, 1 Folge)
- 2009: Tatort: Höllenfahrt
- 2010: Der letzte Bulle (Fernsehserie, 1 Folge)
- 2012: Tatort: Hinkebein
- 2012: Schwarzherz
- 2012: Ein Fall für zwei: Tödliche Gier
- 2014: Der letzte Bulle (Fernsehserie, 2 Folgen)
- 2014: Nicht mein Tag
- 2014: Männertreu
- 2014–2019: Dr. Klein (Fernsehserie, 62 Folgen)
- 2014: Stromberg – Der Film
- 2014–2018: Blockbustaz (Fernsehserie, 17 Folgen)
- 2015: Wir sind jung. Wir sind stark.
- 2015: 600 PS für zwei
- 2016: Radio Heimat
- 2016, 2024, 2025: SOKO Stuttgart (Fernsehserie, Folgen Hakuna Matata. Lebenslügen, Tod eines Apothekers)
- 2017: Rentnercops: Engel 07
- 2018: Kroymann (Fernsehserie, 1 Folge)
- 2018: Aenne Burda – Die Wirtschaftswunderfrau
- 2018: Der Junge muss an die frische Luft
- 2019: Der Goldene Handschuh
- 2019: Der Boden unter den Füßen
- 2019: How to Sell Drugs Online (Fast) (Fernsehserie, 1 Folge)
- 2019: Wilsberg: Ins Gesicht geschrieben
- 2019: Tatort: Lakritz
- 2019: Väter allein zu Haus: Gerd (Fernseh-Minireihe, Film 1)
- 2019: Väter allein zu Haus: Mark (Film 2)
- 2020: Pastewka (Fernsehserie, 1 Folge)
- 2020: Heldt (Fernsehserie, 1 Folge)
- 2020: Ökozid
- 2021: Catweazle
- 2021: In aller Freundschaft (Fernsehserie, 1 Folge)
- 2021: Väter allein zu Haus: Timo (Film 3)
- 2021: Väter allein zu Haus: Andreas (Film 4)
- 2021: Mission Ulja Funk
- 2022: Erzgebirgskrimi – Verhängnisvolle Recherche (Fernsehserie, 1 Folge)
- 2022: Bettys Diagnose (Fernsehserie, 1 Folge)
- 2022–2024: Parlament (Fernsehserie, 20 Folgen)
- 2023: Sterben ist auch keine Lösung
- 2023: Klara Sonntag – Erste Liebe
- 2023: Die Therapie (Fernsehserie)
- 2024–2025: Rote Rosen (Fernsehserie, 43 Folgen)
- 2025: Tatort: Feuer

## Theater (Auswahl)
- 1991: Ferdinand Bruckner Krankheit der Jugend, Schauspiel Leipzig, Regie: Konstanze Lauterbach, Rolle: Marie
- 1992: Dale Wasserman Der Mann von La Mancha, Schauspiel Leipzig, Regie: Konstanze Lauterbach, Rolle: Dulcinea / Aldonza
- 1992: Mark Galesnik Die Besessene, Schauspiel Leipzig, Regie: Konstanze Lauterbach, Rolle: Nina, eingeladen zum Berliner Theatertreffen 1993
- 1993: Federico Garcia Lorca Bernarda Albas Haus, Schauspiel Leipzig, Regie: Konstanze Lauterbach, Rolle: La Poncia, Aufzeichnung des ZDF
- 1995: Gerhart Hauptmann Einsame Menschen, Schauspiel Leipzig, Regie: Konstanze Lauterbach, Rolle: Käthe
- 1995: Ludwig Fels Lieblieb, Schauspiel Leipzig, Regie: Konstanze Lauterbach, Rolle: Rosina Zarik
- 1997: Friedrich Schiller Die Räuber, Schauspiel Leipzig, Regie: Konstanze Lauterbach, Rolle: Spiegelberg
- 1997: Elfriede Jelinek Stecken, Stab und Stangl, Schauspiel Leipzig, Regie: Kazuko Watanabe, eingeladen zum Berliner Theatertreffen 1998
- 2014/2015: Daniel Kehlmann Die Vermessung der Welt, Regie, Theater Konstanz
- 2016: Erich Kästner Pünktchen und Anton, Regie, Theater Augsburg
- 2020: Yasmina Reza Drei Mal Leben, Regie, Schauspielhaus Bochum